# Élections présidentielles sous la Cinquième République dans la Haute-Marne
Depuis l'adoption de la Constitution de la Cinquième République française en 1958, dix élections présidentielles ont eu lieu afin d'élire le président de la République. Cette page présente les résultats de ces élections dans la Haute-Marne.

## Synthèse des résultats du second tour
Jusqu'en 2007, la Haute-Marne vote selon la tendance nationale. Le département se droitise ensuite. En 2007, Nicolas Sarkozy (59,14 %), soit 6 points de plus qu'au niveau national. En 2012, Nicolas Sarkozy arrive en tête (54,43 %). En 2017, Marine Le Pen (49,52 %) obtient près de 16 points de plus qu'au niveau national et ne franchit pas la barre des 50 % à 0,48 % près.
| 2022 | Emmanuel Macron (43,04%) (France : 58,55 %) | Marine Le Pen (56,96 %) (France : 41.45 %) | 74,80% (France : 71,99%) | 8,24% (France : 8,66%) |

| 2017 | Emmanuel Macron (50,48 %) (France : 66,10 %) | Marine Le Pen (49,52 %) (France : 33,90 %) | 76,08 % (France : 77,77 %) | 2,19 % (France : 2,47 %) |

| 2012 | François Hollande (45,57 %) (France : 51,64 %) | Nicolas Sarkozy (54,43 %) (France : 48,36 %) | 80,32 % (France : 80,35 %) | 2 % (France : 5,82 %) |

| 2007 | Nicolas Sarkozy (59,14 %) (France : 53,06 %) | Ségolène Royal (40,86 %) (France : 46,94 %) | 82,95 % (France : 83,97 %) | 1,76 % (France : 4,20 %) |

| 2002 | Jacques Chirac (76,17 %) (France : 82,21 %) | J.-M. Le Pen (23,83 %) (France : 17,79 %) | 72,18 % (France : 79,71 %) | 3,84 % (France : 3,38 %) |

| 1995 | Jacques Chirac (52,17 %) (France : 52,64 %) | Lionel Jospin (47,83 %) (France : 47,36 %) | 78,66 % (France : 78,38 %) | 3,17 % (France : 2,81 %) |

| 1988 | François Mitterrand (54,69 %) (France : 54,02 %) | Jacques Chirac (45,31 %) (France : 45,98 % %) | 80,95 % (France : 81,35 %) | 2,41 % (France : 2,00 %) |

| 1981 | François Mitterrand (51,97 %) (France : 51,76 %) | Valéry Giscard d'Estaing (48,03 %) (France : 48,24 %) | 81,22 % (France : 81,09 %) | 1,97 % (France : 1,62 %) |

| 1974 | Valéry Giscard d'Estaing (52,3 %) (France : 50,81 %) | François Mitterrand (47,7 %) (France : 49,19 %) | 84,49 % (France : 84,23 %) | 1,09 % (France : 0,92 %) |

| 1969 | Georges Pompidou (59,04 %) (France : 58,21 %) | Alain Poher (40,96 %) (France : 41,79 %) | 78,48 % (France : 77,59 %) | 1,65 % (France : 1,29 %) |

| 1965 | Charles de Gaulle (62 %) (France : 55,20 %) | François Mitterrand (38 %) (France : 44,80 %) | 85,73 % (France : 84,75 %) | 1,15 % (France : 1,01 %) |

|  | ▲ |

## Résultats détaillés par scrutin

### 2022
Arrivé en tête du premier tour, le président sortant Emmanuel Macron (27,85 %) affronte Marine Le Pen (23,15 %), un duel identique à celui du scrutin de 2017. C'est la deuxième fois qu'un second tour opposant les mêmes candidats à deux scrutins présidentiels consécutifs a lieu après ceux où se sont affrontés Valéry Giscard d'Estaing et François Mitterrand en 1974 et 1981.
En troisième position avec 21,95 % des voix, Jean-Luc Mélenchon réalise le score le plus élevé de ses trois candidatures et arrive largement en tête de la gauche, mais échoue à accéder au second tour, avec environ 400 000 voix de moins que Marine Le Pen.
Une nouvelle fois, les partis politiques traditionnels sont absents du second tour, dans des proportions encore plus importantes que lors de la précédente élection. Le Parti socialiste et Les Républicains, représentés respectivement par Anne Hidalgo et Valérie Pécresse, s'effondrent avec des scores historiquement faibles et n'atteignent pas le seuil des 5 %, condition permettant d'être remboursé des frais de campagne.
Pour la première fois, les candidatures classées à l'extrême droite dépassent le seuil de 30 % des suffrages exprimés au premier tour tandis que les sondages d'opinion laissent annoncer un duel serré face au président sortant, la possibilité d'une victoire pour Marine Le Pen étant pour la première fois envisagée par ceux-ci.
Le second tour voit Emmanuel Macron l'emporter par 58,55 % des suffrages exprimés, permettant ainsi au président sortant d'entamer un second mandat. Le septennat ayant été aboli en 2000, il devient ainsi le premier président de la République française à être réélu pour un deuxième quinquennat, le deuxième président de la Cinquième République réélu hors période de cohabitation et le quatrième président de la Cinquième République réélu.
Dans la Haute-Marne, Marine Le Pen arrive en tête du premier tour avec 36,60 % des exprimés suivie de Emmanuel Macron (23,33%), Jean-Luc Mélenchon (14,10%) et Éric Zemmour (6,88%). Au second tour, les électeurs ont voté à 56,96% pour Marine Le Pen contre 43,04% pour Emmanuel Macron avec un taux de participation de 74,80% des inscrits.
| Candidats                | Candidats                | Partis                   | Premier tour | Premier tour | Second tour | Second tour |
| Candidats                | Candidats                | Partis                   | Voix         | %            | Voix        | %           |
| ------------------------ | ------------------------ | ------------------------ | ------------ | ------------ | ----------- | ----------- |
|                          | Marine Le Pen            | RN                       | 34 331       | 36,60        | 50 586      | 56,96       |
|                          | Emmanuel Macron          | LREM                     | 21 886       | 23,33        | 38 230      | 43,04       |
|                          | Jean-Luc Mélenchon       | LFI                      | 13 228       | 14,10        |             |             |
|                          | Éric Zemmour             | REC                      | 6 450        | 6,88         |             |             |
|                          | Valérie Pécresse         | LR                       | 4 841        | 5,16         |             |             |
|                          | Jean Lassalle            | RES                      | 3 327        | 3,55         |             |             |
|                          | Nicolas Dupont-Aignan    | DLF                      | 2 584        | 2,75         |             |             |
|                          | Yannick Jadot            | EELV                     | 2 580        | 2,75         |             |             |
|                          | Fabien Roussel           | PCF                      | 1 833        | 1,95         |             |             |
|                          | Anne Hidalgo             | PS                       | 1 305        | 1,39         |             |             |
|                          | Philippe Poutou          | NPA                      | 747          | 0,80         |             |             |
|                          | Nathalie Arthaud         | LO                       | 696          | 0,74         |             |             |
|                          |                          |                          |              |              |             |             |
| Votes valides            | Votes valides            | Votes valides            | 93 808       | 97,60        | 88 816      | 91,76       |
| Votes blancs             | Votes blancs             | Votes blancs             | 1 489        | 1,55         | 5 509       | 5,69        |
| Votes nuls               | Votes nuls               | Votes nuls               | 819          | 0,85         | 2 465       | 2,55        |
| Total                    | Total                    | Total                    | 96 116       | 100          | 96 790      | 100         |
| Abstention               | Abstention               | Abstention               | 33 273       | 25,72        | 32 607      | 25,20       |
| Inscrits / participation | Inscrits / participation | Inscrits / participation | 129 389      | 74,28        | 129 397     | 74,80       |

### 2017
Le premier tour de l'élection présidentielle de 2017 voit s'affronter onze candidats. Emmanuel Macron arrive en tête devant Marine Le Pen et tous deux se qualifient pour le second tour. Néanmoins, avec François Fillon et Jean-Luc Mélenchon, les scores des quatre candidats ayant recueilli le plus de voix sont serrés (4,43 points entre le 1er et le 4e). Pour la première fois, aucun des candidats des deux partis politiques pourvoyeurs jusque-là des présidents de la Ve République, n'est présent au second tour. Celui-ci se tient le dimanche 7 mai et se solde par la victoire d'Emmanuel Macron, avec un total de 20 753 798 bulletins de vote en sa faveur, soit 66,10 % des suffrages exprimés, face à la candidate du Front national, qui recueille 33,90 %. Le scrutin est néanmoins marqué par une forte abstention et par un record de votes blancs ou nuls. 
Dans la Haute-Marne, Marine Le Pen arrive en tête du premier tour avec 33,22 % des exprimés, suivie de François Fillon (19,12 %), Emmanuel Macron (18 %), Jean-Luc Mélenchon (15,01 %) et Nicolas Dupont-Aignan (6,26 %). Au second tour, les électeurs ont voté à 50,48 % pour Emmanuel Macron contre 49,52 % pour Marine Le Pen avec un taux de participation de 76,08 % des inscrits.
|             | FN          | Marine Le Pen         | 34 027  | 33,22 %    | 44 331  | 49,52 %    |  |  |
|             | LR          | François Fillon       | 19 590  | 19,12 %    |         |            |  |  |
|             | EM          | Emmanuel Macron       | 18 438  | 18 %       | 45 192  | 50,48 %    |  |  |
|             | LFi         | Jean-Luc Mélenchon    | 15 380  | 15,01 %    |         |            |  |  |
|             | DlF         | Nicolas Dupont-Aignan | 6 417   | 6,26 %     |         |            |  |  |
|             | PS          | Benoît Hamon          | 4 292   | 4,19 %     |         |            |  |  |
|             | NPA         | Philippe Poutou       | 1 233   | 1,2 %      |         |            |  |  |
|             | RES         | Jean Lassalle         | 1 126   | 1,1 %      |         |            |  |  |
|             | LO          | Nathalie Arthaud      | 926     | 0,9 %      |         |            |  |  |
|             | UPR         | François Asselineau   | 813     | 0,79 %     |         |            |  |  |
|             | SeP         | Jacques Cheminade     | 198     | 0,19 %     |         |            |  |  |
|             |             |                       |         |            |         |            |  |  |
|             |             |                       | Nombre  | % inscrits | Nombre  | % inscrits |  |  |
| Inscrits    | Inscrits    | Inscrits              | 134 148 |            | 134 119 |            |  |  |
| Abstentions | Abstentions | Abstentions           | 28 769  | 21,45 %    | 32 081  | 23,92 %    |  |  |
| Votants     | Votants     | Votants               | 105 379 | 78,55 %    | 102 038 | 76,08 %    |  |  |
|             |             |                       |         |            |         |            |  |  |
|             |             |                       |         | % votants  |         | % votants  |  |  |
| Blancs      | Blancs      | Blancs                | 2 120   | 1,58 %     | 9 095   | 6,78 %     |  |  |
| Nuls        | Nuls        | Nuls                  | 819     | 0,61 %     | 3 420   | 2,55 %     |  |  |
| Exprimés    | Exprimés    | Exprimés              | 102 440 | 76,36 %    | 89 523  | 66,75 %    |  |  |

### 2012
Hollande, désigné par le PS à la suite d'une primaire ouverte, devance Sarkozy dès le premier tour de l'élection présidentielle de 2012 : c'est la première fois qu'un président sortant est ainsi devancé. Au second tour, Sarkozy est battu mais par un écart plus faible qu'attendu.
Dans la Haute-Marne, Nicolas Sarkozy arrive en tête du premier tour avec 27,99 % des exprimés, suivi de Marine Le Pen (25,26 %), François Fillon (23,75 %), Jean-Luc Mélenchon (8,89 %) et François Bayrou (7,97 %). Au second tour, les électeurs ont voté à 45,57 % pour François Hollande contre 54,43 % pour Nicolas Sarkozy avec un taux de participation de 80,23 % des inscrits.
|                | UMP            | Nicolas Sarkozy       | 30 604  | 27,99 %    | 56 085  | 54,43 %    |  |  |
|                | FN             | Marine Le Pen         | 27 624  | 25,26 %    |         |            |  |  |
|                | PS             | François Hollande     | 25 970  | 23,75 %    | 46 965  | 45,57 %    |  |  |
|                | FG             | Jean-Luc Mélenchon    | 9 720   | 8,89 %     |         |            |  |  |
|                | MoDem          | François Bayrou       | 8 712   | 7,97 %     |         |            |  |  |
|                | DLF            | Nicolas Dupont-Aignan | 2 637   | 2,41 %     |         |            |  |  |
|                | EELV           | Éva Joly              | 1 506   | 1,38 %     |         |            |  |  |
|                | NPA            | Philippe Poutou       | 1 455   | 1,33 %     |         |            |  |  |
|                | LO             | Nathalie Arthaud      | 860     | 0,79 %     |         |            |  |  |
|                | S&P            | Jacques Cheminade     | 265     | 0,24 %     |         |            |  |  |
|                |                |                       |         |            |         |            |  |  |
|                |                |                       | Nombre  | % inscrits | Nombre  | % inscrits |  |  |
| Inscrits       | Inscrits       | Inscrits              | 138 929 |            | 138 781 |            |  |  |
| Abstentions    | Abstentions    | Abstentions           | 27 345  | 19,68 %    | 27 431  | 19,77 %    |  |  |
| Votants        | Votants        | Votants               | 111 584 | 80,32 %    | 111 350 | 80,23 %    |  |  |
|                |                |                       |         |            |         |            |  |  |
|                |                |                       |         | % votants  |         | % votants  |  |  |
| Blancs ou nuls | Blancs ou nuls | Blancs ou nuls        | 2 231   | 2 %        | 8 300   | 7,45 %     |  |  |
| Exprimés       | Exprimés       | Exprimés              | 109 353 | 98 %       | 103 050 | 98 %       |  |  |

### 2007
Au premier tour de l'élection présidentielle de 2007, Sarkozy réussit à capter une partie des voix de Le Pen et arrive largement en tête. Royal est la première femme qualifiée pour le second tour d'une élection présidentielle. Elle est battue avec une avance de 6 points.
Dans la Haute-Marne, Nicolas Sarkozy arrive en tête du premier tour avec 31,71 % des exprimés, suivi de Ségolène Royal (20,47 %), Jean-Marie Le Pen (17 %), François Bayrou (15,44 %) et Olivier Besancenot (4,7 %). Au second tour, les électeurs ont voté à 59,14 % pour Nicolas Sarkozy contre 40,86 % pour Ségolène Royal avec un taux de participation de 83,6 % des inscrits.
|                | UMP            | Nicolas Sarkozy      | 36 790  | 31,71 %    | 66 782  | 59,14 %    |  |  |
|                | PS             | Ségolène Royal       | 23 746  | 20,47 %    | 46 134  | 40,86 %    |  |  |
|                | FN             | Jean-Marie Le Pen    | 19 722  | 17 %       |         |            |  |  |
|                | UDF            | François Bayrou      | 17 917  | 15,44 %    |         |            |  |  |
|                | LCR            | Olivier Besancenot   | 5 457   | 4,7 %      |         |            |  |  |
|                | MPF            | Philippe de Villiers | 3 391   | 2,92 %     |         |            |  |  |
|                | LO             | Arlette Laguiller    | 2 076   | 1,79 %     |         |            |  |  |
|                | CPNT           | Frédéric Nihous      | 1 776   | 1,53 %     |         |            |  |  |
|                | Les Verts      | Dominique Voynet     | 1 656   | 1,43 %     |         |            |  |  |
|                | GPA            | Marie-George Buffet  | 1 611   | 1,39 %     |         |            |  |  |
|                | SE             | José Bové            | 1 435   | 1,24 %     |         |            |  |  |
|                | CNRSP          | Gérard Schivardi     | 430     | 0,37 %     |         |            |  |  |
|                |                |                      |         |            |         |            |  |  |
|                |                |                      | Nombre  | % inscrits | Nombre  | % inscrits |  |  |
| Inscrits       | Inscrits       | Inscrits             | 142 353 |            | 142 345 |            |  |  |
| Abstentions    | Abstentions    | Abstentions          | 24 265  | 17,05 %    | 23 350  | 16,4 %     |  |  |
| Votants        | Votants        | Votants              | 118 088 | 82,95 %    | 118 995 | 83,6 %     |  |  |
|                |                |                      |         |            |         |            |  |  |
|                |                |                      |         | % votants  |         | % votants  |  |  |
| Blancs ou nuls | Blancs ou nuls | Blancs ou nuls       | 2 081   | 1,76 %     | 6 079   | 5,11 %     |  |  |
| Exprimés       | Exprimés       | Exprimés             | 116 007 | 98,24 %    | 112 916 | 94,89 %    |  |  |

### 2002
Après cinq années de cohabitation, un duel est attendu entre Chirac et le Premier ministre Jospin lors de l'élection présidentielle de 2002, mais, à la surprise générale, ce dernier est devancé par Le Pen au premier tour. Au second tour, Chirac bénéficie du ralliement de la gauche et reçoit un score sans précédent. Il s'agit de la première élection pour un mandat de cinq ans et non plus sept.
Dans la Haute-Marne, Jean-Marie  Le Pen arrive en tête du premier tour avec 22,42 % des exprimés, suivi de Jacques  Chirac (19,92 %), Lionel  Jospin (13,09 %), Arlette Laguiller (6,21 %) et François Bayrou (5,66 %). Au second tour, les électeurs ont voté à 76,17 % pour Jacques  Chirac contre 23,83 % pour Jean-Marie  Le Pen avec un taux de participation de 79,05 % des inscrits.
|                | FN             | Jean-Marie Le Pen       | 22 355  | 22,42 %    | 25 232  | 23,83 %    |  |  |
|                | RPR            | Jacques Chirac          | 19 862  | 19,92 %    | 80 660  | 76,17 %    |  |  |
|                | PS             | Lionel Jospin           | 13 057  | 13,09 %    |         |            |  |  |
|                | LO             | Arlette Laguiller       | 6 195   | 6,21 %     |         |            |  |  |
|                | UDF            | François Bayrou         | 5 647   | 5,66 %     |         |            |  |  |
|                | CPNT           | Jean Saint-Josse        | 5 094   | 5,11 %     |         |            |  |  |
|                | LCR            | Olivier Besancenot      | 4 751   | 4,76 %     |         |            |  |  |
|                | MC             | Jean-Pierre Chevènement | 4 467   | 4,48 %     |         |            |  |  |
|                | Les Verts      | Noël Mamère             | 4 320   | 4,33 %     |         |            |  |  |
|                | DL             | Alain Madelin           | 3 817   | 3,83 %     |         |            |  |  |
|                | MNR            | Bruno Mégret            | 2 921   | 2,93 %     |         |            |  |  |
|                | PC             | Robert Hue              | 2 470   | 2,48 %     |         |            |  |  |
|                | Cap21          | Corinne Lepage          | 1 683   | 1,69 %     |         |            |  |  |
|                | PRG            | Christiane Taubira      | 1 487   | 1,49 %     |         |            |  |  |
|                | FRS            | Christine Boutin        | 1 046   | 1,05 %     |         |            |  |  |
|                | PT             | Daniel Gluckstein       | 549     | 0,55 %     |         |            |  |  |
|                |                |                         |         |            |         |            |  |  |
|                |                |                         | Nombre  | % inscrits | Nombre  | % inscrits |  |  |
| Inscrits       | Inscrits       | Inscrits                | 143 665 |            | 143 608 |            |  |  |
| Abstentions    | Abstentions    | Abstentions             | 39 961  | 27,82 %    | 30 088  | 20,95 %    |  |  |
| Votants        | Votants        | Votants                 | 103 704 | 72,18 %    | 113 520 | 79,05 %    |  |  |
|                |                |                         |         |            |         |            |  |  |
|                |                |                         |         | % votants  |         | % votants  |  |  |
| Blancs ou nuls | Blancs ou nuls | Blancs ou nuls          | 3 983   | 3,84 %     | 7 628   | 6,72 %     |  |  |
| Exprimés       | Exprimés       | Exprimés                | 99 721  | 96,16 %    | 105 892 | 93,28 %    |  |  |

### 1995
Après une nouvelle cohabitation et alors que la droite est particulièrement divisée entre Chirac et le Premier ministre Balladur, Jospin réussit à arriver en tête au premier tour de l'élection présidentielle de 1995, malgré la très lourde défaite de la gauche aux législatives de 1993. Au second tour, il est battu par Chirac.
Dans la Haute-Marne, Lionel Jospin arrive en tête du premier tour avec 21,04 % des exprimés, suivi de Jean-Marie Le Pen (20,34 %), Jacques Chirac (19,64 %), Édouard Balladur (17,89 %) et Robert Hue (6,92 %). Au second tour, les électeurs ont voté à 52,17 % pour Jacques Chirac contre 47,83 % pour Lionel Jospin avec un taux de participation de 80,02 % des inscrits.
|                | PS             | Lionel Jospin        | 23 392  | 21,04 %    | 51 991  | 47,83 %    |  |  |
|                | FN             | Jean-Marie Le Pen    | 22 621  | 20,34 %    |         |            |  |  |
|                | RPR            | Jacques Chirac       | 21 843  | 19,64 %    | 56 716  | 52,17 %    |  |  |
|                | RPR            | Édouard Balladur     | 19 891  | 17,89 %    |         |            |  |  |
|                | PC             | Robert Hue           | 7 689   | 6,92 %     |         |            |  |  |
|                | LO             | Arlette Laguiller    | 5 899   | 5,31 %     |         |            |  |  |
|                | MPF            | Philippe de Villiers | 5 547   | 4,99 %     |         |            |  |  |
|                | Les Verts      | Dominique Voynet     | 3 923   | 3,53 %     |         |            |  |  |
|                | S&P            | Jacques Cheminade    | 387     | 0,35 %     |         |            |  |  |
|                |                |                      |         |            |         |            |  |  |
|                |                |                      | Nombre  | % inscrits | Nombre  | % inscrits |  |  |
| Inscrits       | Inscrits       | Inscrits             | 145 981 |            | 145 957 |            |  |  |
| Abstentions    | Abstentions    | Abstentions          | 31 149  | 21,34 %    | 29 158  | 19,98 %    |  |  |
| Votants        | Votants        | Votants              | 114 832 | 78,66 %    | 116 799 | 80,02 %    |  |  |
|                |                |                      |         |            |         |            |  |  |
|                |                |                      |         | % votants  |         | % votants  |  |  |
| Blancs ou nuls | Blancs ou nuls | Blancs ou nuls       | 3 640   | 3,17 %     | 8 092   | 6,93 %     |  |  |
| Exprimés       | Exprimés       | Exprimés             | 111 192 | 96,83 %    | 108 707 | 93,07 %    |  |  |

### 1988
Après deux ans de cohabitation, Mitterrand affronte le Premier ministre Chirac lors de l'élection présidentielle de 1988. Le Pen obtient au premier tour un score jusque-là sans précédent pour un parti d'extrême droite. Au second tour, Mitterrand est facilement réélu.
Dans la Haute-Marne, François Mitterrand arrive en tête du premier tour avec 35,28 % des exprimés, suivi de Jacques Chirac (19,58 %), Jean-Marie Le Pen (15,63 %), Raymond Barre (15,62 %) et André Lajoinie (5,38 %). Au second tour, les électeurs ont voté à 54,69 % pour François Mitterrand contre 45,31 % pour Jacques Chirac avec un taux de participation de 84,17 % des inscrits.
|                | PS                    | François Mitterrand | 41 028  | 35,28 %    | 65 120  | 54,69 %    |  |  |
|                | RPR                   | Jacques Chirac      | 22 767  | 19,58 %    | 53 962  | 45,31 %    |  |  |
|                | FN                    | Jean-Marie Le Pen   | 18 176  | 15,63 %    |         |            |  |  |
|                | SE                    | Raymond Barre       | 18 166  | 15,62 %    |         |            |  |  |
|                | PC                    | André Lajoinie      | 6 257   | 5,38 %     |         |            |  |  |
|                | Les Verts             | Antoine Waechter    | 4 891   | 4,21 %     |         |            |  |  |
|                | LO                    | Arlette Laguiller   | 2 800   | 2,41 %     |         |            |  |  |
|                | Communiste rénovateur | Pierre Juquin       | 1 652   | 1,42 %     |         |            |  |  |
|                | MPT                   | Pierre Boussel      | 548     | 0,47 %     |         |            |  |  |
|                |                       |                     |         |            |         |            |  |  |
|                |                       |                     | Nombre  | % inscrits | Nombre  | % inscrits |  |  |
| Inscrits       | Inscrits              | Inscrits            | 147 196 |            | 147 146 |            |  |  |
| Abstentions    | Abstentions           | Abstentions         | 28 034  | 19,05 %    | 23 292  | 15,83 %    |  |  |
| Votants        | Votants               | Votants             | 119 162 | 80,95 %    | 123 854 | 84,17 %    |  |  |
|                |                       |                     |         |            |         |            |  |  |
|                |                       |                     |         | % votants  |         | % votants  |  |  |
| Blancs ou nuls | Blancs ou nuls        | Blancs ou nuls      | 2 877   | 2,41 %     | 4 772   | 3,85 %     |  |  |
| Exprimés       | Exprimés              | Exprimés            | 116 285 | 97,59 %    | 119 082 | 96,15 %    |  |  |

### 1981
Lors de l'élection présidentielle de 1981, Giscard d'Estaing arrive en tête au premier tour et affronte, comme la fois précédente, Mitterrand. Pour la première fois, un président sortant est battu : Mitterrand devient le premier président de gauche de la Ve République.
Dans la Haute-Marne, Valéry Giscard d'Estaing arrive en tête du premier tour avec 28,69 % des exprimés, suivi de François Mitterrand (27,98 %), Jacques Chirac (17,54 %), Georges Marchais (13,36 %) et Brice Lalonde (3,52 %). Au second tour, les électeurs ont voté à 52,3 % pour François Mitterrand contre 48,03 % pour Valéry Giscard d'Estaing avec un taux de participation de 86,97 % des inscrits.
|                | UDF            | Valéry Giscard d'Estaing | 33 050  | 28,69 %    | 58 675  | 48,03 %    |  |  |
|                | PS             | François Mitterrand      | 32 230  | 27,98 %    | 63 497  | 51,97 %    |  |  |
|                | RPR            | Jacques Chirac           | 20 202  | 17,54 %    |         |            |  |  |
|                | PC             | Georges Marchais         | 15 390  | 13,36 %    |         |            |  |  |
|                | MEP            | Brice Lalonde            | 4 051   | 3,52 %     |         |            |  |  |
|                | LO             | Arlette Laguiller        | 3 049   | 2,65 %     |         |            |  |  |
|                | Divers droite  | Michel Debré             | 2 188   | 1,9 %      |         |            |  |  |
|                | MRG            | Michel Crépeau           | 2 008   | 1,74 %     |         |            |  |  |
|                | Divers droite  | Marie-France Garaud      | 1 754   | 1,52 %     |         |            |  |  |
|                | PSU            | Huguette Bouchardeau     | 1 266   | 1,1 %      |         |            |  |  |
|                |                |                          |         |            |         |            |  |  |
|                |                |                          | Nombre  | % inscrits | Nombre  | % inscrits |  |  |
| Inscrits       | Inscrits       | Inscrits                 | 144 668 |            | 144 622 |            |  |  |
| Abstentions    | Abstentions    | Abstentions              | 27 168  | 18,78 %    | 18 838  | 13,03 %    |  |  |
| Votants        | Votants        | Votants                  | 117 500 | 81,22 %    | 125 784 | 86,97 %    |  |  |
|                |                |                          |         |            |         |            |  |  |
|                |                |                          |         | % votants  |         | % votants  |  |  |
| Blancs ou nuls | Blancs ou nuls | Blancs ou nuls           | 2 312   | 1,97 %     | 3 612   | 2,87 %     |  |  |
| Exprimés       | Exprimés       | Exprimés                 | 115 188 | 98,03 %    | 122 172 | 97,13 %    |  |  |

### 1974
L'élection présidentielle de 1974 est une élection anticipée à la suite de la mort de Pompidou. Mitterrand, candidat unique de la gauche, est largement en tête au premier tour devant Giscard d'Estaing, qui distance lui-même Chaban-Delmas. Au terme d'une campagne animée, marquée par un débat télévisé tendu, Giscard d'Estaing l'emporte avec une très courte avance.
Dans la Haute-Marne, François Mitterrand arrive en tête du premier tour avec 41,89 % des exprimés, suivi de Valéry Giscard d'Estaing (33,96 %), Jacques Chaban-Delmas (14,89 %), Jean Royer (2,95 %) et Arlette Laguiller (2,94 %). Au second tour, les électeurs ont voté à 52,3 % pour Valéry Giscard d'Estaing contre 47,7 % pour François Mitterrand avec un taux de participation de 88,27 % des inscrits.
|                | PS             | François Mitterrand      | 43 810  | 41,89 %    | 51 980  | 47,7 %     |  |  |
|                | RI             | Valéry Giscard d'Estaing | 35 521  | 33,96 %    | 57 004  | 52,3 %     |  |  |
|                | UDR            | Jacques Chaban-Delmas    | 15 571  | 14,89 %    |         |            |  |  |
|                | SE             | Jean Royer               | 3 088   | 2,95 %     |         |            |  |  |
|                | LO             | Arlette Laguiller        | 3 078   | 2,94 %     |         |            |  |  |
|                | SE, écologiste | René Dumont              | 1 135   | 1,09 %     |         |            |  |  |
|                | MDSF           | Émile Muller             | 835     | 0,8 %      |         |            |  |  |
|                | FN             | Jean-Marie Le Pen        | 760     | 0,73 %     |         |            |  |  |
|                | FCR            | Alain Krivine            | 385     | 0,37 %     |         |            |  |  |
|                | NAR            | Bertrand Renouvin        | 219     | 0,21 %     |         |            |  |  |
|                | MFE            | Jean-Claude Sebag        | 143     | 0,14 %     |         |            |  |  |
|                |                |                          |         |            |         |            |  |  |
|                |                |                          | Nombre  | % inscrits | Nombre  | % inscrits |  |  |
| Inscrits       | Inscrits       | Inscrits                 | 125 159 |            | 125 160 |            |  |  |
| Abstentions    | Abstentions    | Abstentions              | 19 412  | 15,51 %    | 14 683  | 11,73 %    |  |  |
| Votants        | Votants        | Votants                  | 105 747 | 84,49 %    | 110 477 | 88,27 %    |  |  |
|                |                |                          |         |            |         |            |  |  |
|                |                |                          |         | % votants  |         | % votants  |  |  |
| Blancs ou nuls | Blancs ou nuls | Blancs ou nuls           | 1 155   | 1,09 %     | 1 493   | 1,35 %     |  |  |
| Exprimés       | Exprimés       | Exprimés                 | 104 592 | 98,91 %    | 108 984 | 98,65 %    |  |  |

### 1969
L'élection présidentielle de 1969 est une élection anticipée à la suite de la démission de De Gaulle. La gauche se lance désunie dans la course et, bien que Duclos (PCF) manque de le devancer, c'est le président par intérim Poher qui accède au second tour face à l'ex-Premier ministre Pompidou. Alors que Duclos refuse d'appeler à voter au second tour pour « bonnet blanc ou blanc bonnet », Pompidou est finalement largement élu.
Dans la Haute-Marne, Georges Pompidou arrive en tête du premier tour avec 47,46 % des exprimés, suivi de Alain Poher (25,48 %), Jacques Duclos (16,77 %), Michel Rocard (4,03 %) et Gaston Defferre (3,66 %). Au second tour, les électeurs ont voté à 59,04 % pour Georges Pompidou contre 40,96 % pour Alain Poher avec un taux de participation de 72,58 % des inscrits.
|                | UDR            | Georges Pompidou | 44 922  | 47,46 %    | 49 479  | 59,04 %    |  |  |
|                | CD             | Alain Poher      | 24 117  | 25,48 %    | 34 329  | 40,96 %    |  |  |
|                | PC             | Jacques Duclos   | 15 870  | 16,77 %    |         |            |  |  |
|                | PSU            | Michel Rocard    | 3 818   | 4,03 %     |         |            |  |  |
|                | SFIO           | Gaston Defferre  | 3 463   | 3,66 %     |         |            |  |  |
|                | SE             | Louis Ducatel    | 1 451   | 1,53 %     |         |            |  |  |
|                | LC             | Alain Krivine    | 1 009   | 1,07 %     |         |            |  |  |
|                |                |                  |         |            |         |            |  |  |
|                |                |                  | Nombre  | % inscrits | Nombre  | % inscrits |  |  |
| Inscrits       | Inscrits       | Inscrits         | 122 625 |            | 122 572 |            |  |  |
| Abstentions    | Abstentions    | Abstentions      | 26 390  | 21,52 %    | 33 606  | 27,42 %    |  |  |
| Votants        | Votants        | Votants          | 96 235  | 78,48 %    | 88 966  | 72,58 %    |  |  |
|                |                |                  |         |            |         |            |  |  |
|                |                |                  |         | % votants  |         | % votants  |  |  |
| Blancs ou nuls | Blancs ou nuls | Blancs ou nuls   | 1 585   | 1,65 %     | 5 158   | 5,8 %      |  |  |
| Exprimés       | Exprimés       | Exprimés         | 94 650  | 98,35 %    | 83 808  | 94,2 %     |  |  |

### 1965
L'élection présidentielle de 1965 est la première élection au suffrage universel direct à la suite du référendum d'octobre 1962. De Gaulle est mis en ballottage, à la surprise générale, par Mitterrand, candidat unique de la gauche. La campagne du second tour est axée sur l'Europe et les relations internationales ainsi que sur l'armement nucléaire. De Gaulle est finalement réélu avec une large avance.
Dans la Haute-Marne, Charles de Gaulle arrive en tête du premier tour avec 52,55 % des exprimés, suivi de François Mitterrand (28,63 %), Jean Lecanuet (13,37 %), Jean-Louis Tixier-Vignancour (3,24 %) et Marcel Barbu (1,11 %). Au second tour, les électeurs ont voté à 62 % pour Charles de Gaulle contre 38 % pour François Mitterrand avec un taux de participation de 85,64 % des inscrits.
|                | UNR            | Charles de Gaulle            | 53 527  | 52,55 %    | 62 138  | 62 %       |  |  |
|                | CIR            | François Mitterrand          | 29 166  | 28,63 %    | 38 085  | 38 %       |  |  |
|                | MRP            | Jean Lecanuet                | 13 623  | 13,37 %    |         |            |  |  |
|                | SE             | Jean-Louis Tixier-Vignancour | 3 297   | 3,24 %     |         |            |  |  |
|                | SE             | Marcel Barbu                 | 1 130   | 1,11 %     |         |            |  |  |
|                | PLE            | Pierre Marcilhacy            | 1 114   | 1,09 %     |         |            |  |  |
|                |                |                              |         |            |         |            |  |  |
|                |                |                              | Nombre  | % inscrits | Nombre  | % inscrits |  |  |
| Inscrits       | Inscrits       | Inscrits                     | 120 192 |            | 120 178 |            |  |  |
| Abstentions    | Abstentions    | Abstentions                  | 17 147  | 14,27 %    | 17 260  | 14,36 %    |  |  |
| Votants        | Votants        | Votants                      | 103 045 | 85,73 %    | 102 918 | 85,64 %    |  |  |
|                |                |                              |         |            |         |            |  |  |
|                |                |                              |         | % votants  |         | % votants  |  |  |
| Blancs ou nuls | Blancs ou nuls | Blancs ou nuls               | 1 188   | 1,15 %     | 2 695   | 2,62 %     |  |  |
| Exprimés       | Exprimés       | Exprimés                     | 101 857 | 98,85 %    | 100 223 | 97,38 %    |  |  |